# 베터 막 키나다
베터 막 키나다(스코틀랜드 게일어: Boite mac Cináeda: ? – 1058년)는 스코틀랜드의 왕자이다. 키나드 3세의 아들이다.
그루오크 잉겐 베터의 아버지이며, 맥베스의 아버지 핀들라크 막 루어드리와 친구 관계였다. 1032년 서로의 아들딸을 결혼시켰고, 맥베스는 이를 근거로 1040년 스코틀랜드의 왕위에 올랐다. 이후 베터는 1057년 외손자 룰라크가 왕위에 오르게 하는 데도 막후 영향을 미쳤다.